# Ichthyophis bernisi
Ichthyophis bernisi é uma espécie de anfíbio gimnofiono. É endémica da ilha de Java, Indonésia, sendo conhecida apenas pelo seu holótipo.